# 시제스

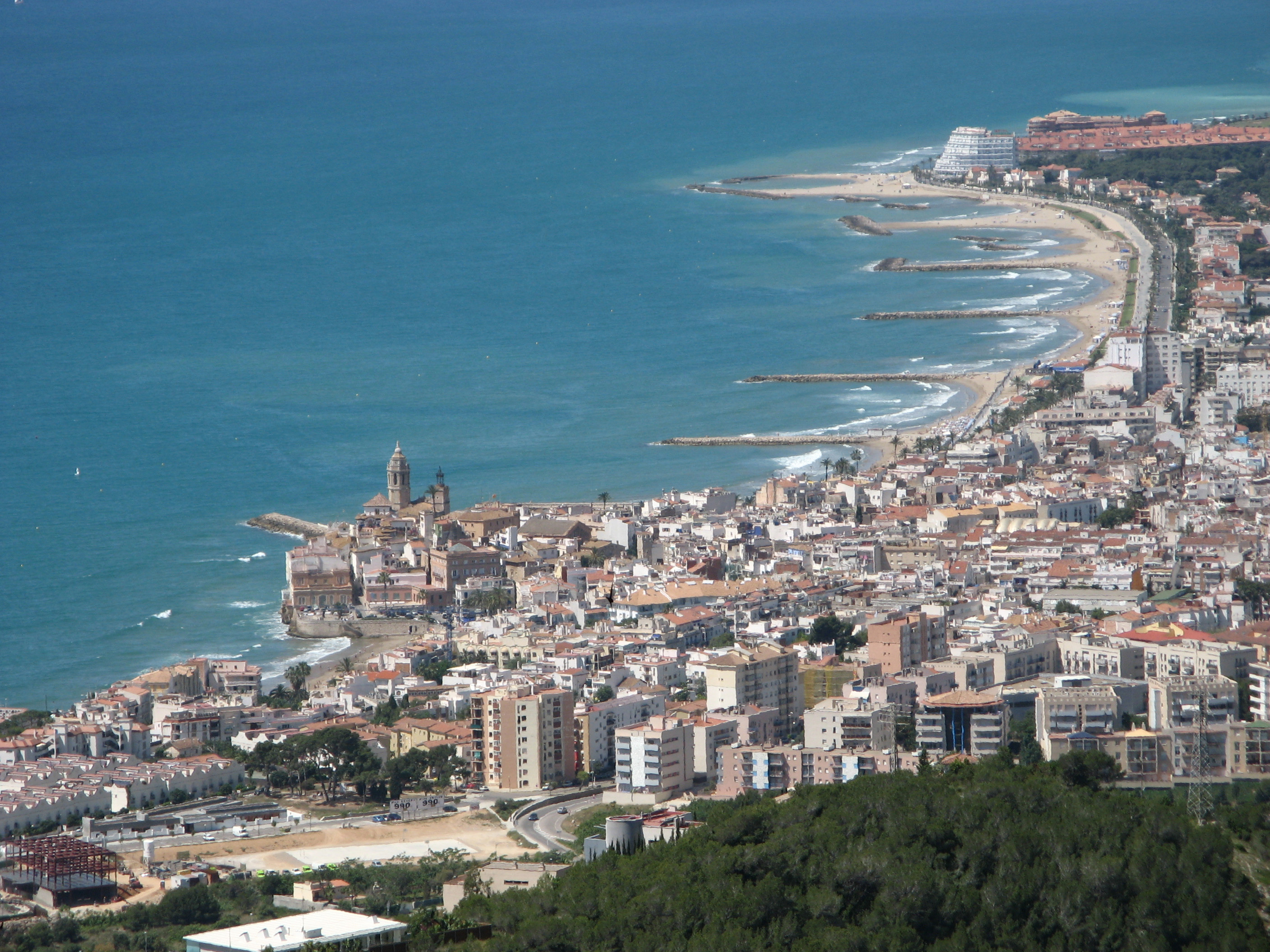
시제스

시제스(Sitges)는 스페인 카탈루냐 지방 바르셀로나주의 도시이다.

## 같이 보기
- 카탈루냐 국제 판타스틱 영화제